# Badrínáth
Badrínáth (hindsky बद्रीनाथ) je město v Uttarákhandu, jednom ze svazových států Indie. K roku 2011 mělo přibližně 2,4 tisíce obyvatel.
Přes město teče řeka Alakanandá, levý přítok Gangy.
Město je nábožensky významné, neboť hinduistický badrínáthský chrám zasvěcený bohu Višnuovi je jedním ze čtveřice poutních míst zvané Čár dhám (kromě Badrínáthu se jedná o města Purí, Ráméšvaram a Dváraká) a zároveň jedním ze čtveřice poutních míst zvané Čóta čár dhám (kam dále patří Gangótrí, Kédárnáthu a Jamunótrí).